# Johannes Rohtlieb
Johannes Rohtlieb, född 17 december 1807 i Hamburg, död 12 april 1881 i Stockholm, var en svensk präst.  Han var far till Molly och Herman Rohtlieb samt farfar till Curt Rohtlieb  och morfar till Carl G. Laurin.

## Biografi
Rohtlieb var son till skolläraren Bernhard Conrad Rohtlieb och Anna Elisabet Steiner.  Han anställdes av Tyska S:ta Gertruds församling som predikant för den holländska församlingen och valdes till kyrkoherde för hela Tyska församlingen 1838. Han tjänstgjorde fram till 1876.
Rohtlieb studerade i Hamburg, Halle och Greifswald. När han vid 26 års ålder prästvigdes hade han redan utmärkt sig som student. En av de mer nydanande tankar som han hade, och genomförde i Stockholm, var att hålla informella bibelsamtal. Syftet var att församlingsmedlemmarna skulle få möjligheten att resonera kring Bibelns texter under mer otvungna former.
Rohtlieb var en självskriven del av Stockholms societet och nära knuten till hovets kretsar, vilket fick till följd att ett flertal svenskar anslöt sig till tyska församlingen. Till detta bidrog hans engagemang i frimurarorden, som på 1800-talet var en social maktfaktor i Stockholm. Rohtlieb inträdde där 1838 och 1861 utnämndes han till riddare av Carl XIII:s orden. År 1853 hade han blivit ledamot av Nordstjärneorden.
1857 kallades han till predikoprovs avläggande för återbesättande av den då lediga pastor primariusbefattningen vid Storkyrkan, en kallelse han inte mottog. I oktober 1869 utnämndes han till teologie doktor av universitetet i Giessen. Vid 1870-talets början fick Rohtlieb ett slaganfall som påverkade hans talförmåga, vilket  begränsade hans möjligheter att tjänstgöra. Pastorstjänsten utlystes 1875 och Rohtliebs efterträdare blev Rudolf Kittan (född 1839) från Neukirchen.